# Julian Richings
Julian Richings (Oxford; 30 de agosto de 1956) es un actor de cine y televisión británico-canadiense.

## Biografía
Richings nació en Oxford, Inglaterra, y estudió drama en la Universidad de Exeter.

## Trayectoria
Después de recorrer Estados Unidos con una producción británica, Richings se trasladó a Toronto en 1984. En cinco años se había convertido en un actor regular en la serie de televisión War of the Worlds. Otros papeles le llegaron y con ellos los elogios de la crítica como sucedió con el rol de Bucky Haights en la cinta de 1996 Hard Core Logo. Tuvo también una aparición en la película de 1997 Cube. En 1999 apareció en la película de ciencia ficción Máxima tensión.
En 2000 apareció como Bellanger en la película The Claim, rol que le valió una nominación a los premios Genie al mejor actor de reparto. Fue parte del repertorio de actores de la serie original de A&E A Nero Wolfe Mistery. También interpretó el papel de la Muerte en la quinta temporada de Supernatural, y volvió a aparecer en las temporadas 6, 7, 9 y 10. Interpretó a Three Fingers en la cinta de terror Wrong Turn, y además interpretó a un guardia de seguridad ciego, Otto, en la serie Kingdom Hospital. Entre sus papeles dramáticos figuran el de Mr. Turnbull en el film de 2004 Conociendo a Julia y Orr en The Last Casino. También apareció en la película X-Men: The Last Stand, como un vampiro asesino en The Last Sect (2010) y como el barquero Caronte en Percy Jackson y el ladrón del rayo.
Otros proyectos en los que ha participado son Shoot 'Em Up, The Tracey Fragments, Hombres-Lobo, Saw VI, The Timekeeper, Palace of the End, El hombre de acero, Doctor Who, Ejecta y The Witch.

## Filmografía

### Cine
| Año  | Título                                             | Personaje                                  | Notas                  |
| ---- | -------------------------------------------------- | ------------------------------------------ | ---------------------- |
| 1987 | Love at Stake                                      | Pregonero                                  |                        |
| 1989 | The Top of His Head                                | Robert                                     |                        |
| 1991 | Naked Lunch                                        | Exterminador                               |                        |
| 1994 | Squanto: A Warrior's Tale                          | Sir George's Servant                       |                        |
| 1995 | Moonlight and Valentino                            | Estilista de cabello                       |                        |
| 1996 | Hard Core Logo                                     | Haight                                     |                        |
| 1997 | Mimic                                              | Trabajador                                 |                        |
| 1997 | The Boys Club                                      | Oficial Cole                               |                        |
| 1997 | Cube                                               | Alderson                                   |                        |
| 1997 | Ms. Scrooge                                        | Fantasma de la Navidad Futura              |                        |
| 1997 | Pale Saints                                        | Einstein                                   |                        |
| 1998 | Urban Legend                                       | Conserje extraño                           |                        |
| 1998 | Universal Soldier II: Brothers in Arms             | Bix                                        |                        |
| 1998 | Red Violin                                         | Nicolas Olsberg                            |                        |
| 1999 | Detroit Rock City                                  | Persona que agarra el ticket               |                        |
| 1999 | Thrill Seekers                                     | Murray Trevor                              |                        |
| 2000 | The Crossing                                       | McKenzie                                   |                        |
| 2000 | The Claim                                          | Bellanger                                  |                        |
| 2001 | Century Hotel                                      | Waiter                                     |                        |
| 2001 | I Shout Love                                       | Taxista                                    |                        |
| 2001 | Treed Murray                                       | Hombre sin hogar                           |                        |
| 2001 | Prince Charming                                    | Wacktazar                                  | Película de televisión |
| 2001 | The Pretender: Island of the Haunted               | Hermano Clote                              |                        |
| 2002 | Between Strangers                                  | Nigel                                      |                        |
| 2003 | Eloise at the Plaza                                | Patrice                                    |                        |
| 2003 | Open Range                                         | Wylie                                      |                        |
| 2003 | My Life Without Me                                 | Dr. Thompson                               |                        |
| 2003 | Wrong Turn                                         | Tres dedos                                 |                        |
| 2004 | Being Julia                                        | Sr. Turnbull                               |                        |
| 2004 | The Last Casino                                    | El usurero                                 |                        |
| 2005 | Black Widow                                        | Dr. Deadman                                |                        |
| 2006 | Skinwalkers                                        | Hombre que se ve triste                    |                        |
| 2006 | X-Men: The Last Stand                              | Organizador mutante                        |                        |
| 2007 | Shoot 'Em Up                                       | Conductor de Hertz                         |                        |
| 2007 | Saw IV                                             | Vagrant                                    |                        |
| 2007 | The Third Eye                                      | Charlie Rabbit                             |                        |
| 2007 | Roxy Hunter and the Mystery of the Moody Ghost     | Sr. Tibers                                 |                        |
| 2007 | The Tracey Fragments                               | Dr. Heker                                  |                        |
| 2008 | Heartland                                          | Sr. Hanley                                 |                        |
| 2008 | Roxy Hunter and the Myth of the Mermaid            | Sr. Tibers                                 |                        |
| 2008 | Jack and Jill vs. the World                        | Sr. Smith                                  |                        |
| 2008 | Roxy Hunter and the Secret of the Shaman           | Sr. Tibers                                 |                        |
| 2008 | Toronto Stories                                    | Leather Jacket                             |                        |
| 2008 | Roxy Hunter and the Horrific Halloween             | Sr. Tibers                                 |                        |
| 2008 | Elegy                                              | Actor en actuación                         |                        |
| 2009 | The Timekeeper                                     | Grease                                     |                        |
| 2009 | You Might as Well Live                             | Dr. Pooseby                                |                        |
| 2009 | Survival of the Dead                               | James O'Flynn                              |                        |
| 2010 | Percy Jackson & the Olympians: The Lightning Thief | Charon                                     |                        |
| 2010 | Hard Core Logo 2                                   | Bucky Haight                               |                        |
| 2010 | Trigger                                            | Bucky                                      |                        |
| 2010 | Collaborator                                       | Maurice LeFont                             |                        |
| 2011 | Three Inches                                       | Ethan                                      |                        |
| 2013 | Man of Steel                                       | Lor-Em                                     |                        |
| 2013 | The Last Will and Testament of Rosalind Leigh      | Rahn Brothers                              |                        |
| 2013 | The Young and Prodigious T.S. Spivet               | Ricky                                      |                        |
| 2013 | The Colony                                         | Leyland                                    |                        |
| 2013 | Septic Man                                         | Phil Prosser                               |                        |
| 2014 | Ejecta                                             | William Cassidy                            |                        |
| 2014 | Hellmouth                                          | Smiley                                     |                        |
| 2015 | A Christmas Horror Story                           | Gerhardt                                   |                        |
| 2015 | The Rainbow Kid                                    | Elvis Grimes                               |                        |
| 2015 | The Witch                                          | Gobernador                                 |                        |
| 2015 | Regression                                         | Tom                                        |                        |
| 2016 | Blood Hunters                                      | Padre Stewart                              |                        |
| 2016 | Prisoner X                                         | Jefferson                                  |                        |
| 2017 | The Space Between                                  | Stash                                      |                        |
| 2019 | Polar                                              | Lomas                                      |                        |
| 2020 | Stardust                                           | Tony DeFries                               |                        |
| 2020 | Anything for Jackson                               | Henry Walsh                                |                        |
| 2020 | Hall                                               | Julian                                     |                        |
| 2020 | Vicious Fun                                        | Fritz                                      |                        |
| 2021 | Chaos Walking                                      | Gault                                      |                        |
| 2021 | Charlotte                                          | Dr. Kurt Singer / Policía #1/Soldado SS #2 | Voz                    |
| 2023 | Beau tiene miedo                                   | Strange Man                                |                        |

### Televisión
| Año       | Título                                      | Personaje                                           | Notas                     |
| --------- | ------------------------------------------- | --------------------------------------------------- | ------------------------- |
| 1989–1990 | War of the Worlds                           | Ardix / Científico alienígena / Hombre con sombrero | 15 Episodios              |
| 1993      | Street Legal                                | Harold Cooper-Haye / Rolan Atkinson                 | 2 Episodios               |
| 1993–1994 | Ready or Not                                | Sr. Boyle                                           | 3 Episodios               |
| 1997–1998 | Once a Thief                                | Camier                                              | 11 Episodios              |
| 1997–1999 | La Femme Nikita                             | Errol Sparks                                        | 2 Episodios               |
| 1998      | Highlander: The Raven                       | Basil Morgan                                        | 2 Episodios               |
| 1999      | I Was a Sixth Grade Alien                   | Meenom                                              | 3 Episodios               |
| 1999–2000 | Amazon                                      | Elder Malakai                                       | 9 Episodios               |
| 2002      | A Nero Wolfe Mystery                        | Poeta / Jerome Åland / Peter Jay / Alger Kates      |                           |
| 2004      | Kingdom Hospital                            | Otto                                                | 13 Episodios              |
| 2004      | Puppets Who Kill                            | Pintor francés                                      | 1 Episodio                |
| 2006      | Puppets Who Kill                            | Sr. Portnoy                                         | 1 Episodio                |
| 2008      | XIII                                        | Sr. Cody                                            | 2 Episodios               |
| 2009–2010 | Heartland                                   | Levon Hanley                                        | 2 Episodios               |
| 2010      | Wingin' It                                  | William Shakespeare                                 | 1 Episodio                |
| 2010      | Lost Girl                                   | Arval                                               | 1 Episodio                |
| 2010–2012 | Todd and the Book of Pure Evil              | Líder encapuchado / Atticus Murphy Sr.              | 2 Episodios               |
| 2010–2015 | Supernatural                                | Muerte                                              | 5 Episodios               |
| 2012      | Republic of Doyle                           | Lionel Harris                                       | Episodio: "3x11"          |
| 2012      | Transporter: The Series                     |                                                     | 5 Episodios               |
| 2012      | Murdoch Mysteries                           | Phillip Uxbridge                                    | Episodio: “5x3”           |
| 2014–2016 | Orphan Black                                | Benjamin Kertland                                   | 7 Episodios               |
| 2014      | Hell on Wheels                              | Empleado de SLC Records                             | 1 Episodio                |
| 2015      | Hannibal                                    | Hombre encarcelado                                  | 1 Episodio                |
| 2015      | The Expanse                                 | Vargas                                              | 1 Episodio                |
| 2017      | Patriot                                     | Peter Icabod                                        | 10 Episodios              |
| 2017      | The Magicians                               | Asteroth                                            | 1 Episodios               |
| 2017      | Channel Zero                                | El jardinero                                        | 3 Episodios               |
| 2018      | 12 Monkeys                                  | El asesor                                           | 5 Episodios               |
| 2018      | Creeped Out                                 | El líder de anillo                                  | 2 Episodios               |
| 2019      | Doom Patrol                                 | Sturmbannführer Heinrich Von Fuchs                  | 2 Episodios               |
| 2019      | American Gods                               | Iktomi                                              | Episodio: "Muninn"        |
| 2022      | The Umbrella Academy                        | Chet                                                | Rol recurrente            |
| 2022      | Guillermo del Toro's Cabinet of Curiosities | Dooley                                              | Episodio "Graveyard Rats" |

### Videojuegos
| Año  | Título                     | Personaje | Notas |
| ---- | -------------------------- | --------- | ----- |
| 2018 | Starlink: Battle for Atlas | Grax      |       |